# 钆特酸
钆特酸（INN：gadoteric acid，简写Gd-DOTA），为钆离子(Gd3+)的大环配体DOTA形成的螯合物。在医学上是一种钆造影剂(gadolinium-based contrast agents，GBCA)，属大环离子型造影剂，用于磁共振成像造影。其动力学稳定常数{\displaystyle lgK=25.6}，是已知稳定常数和解离半衰期最大的螯合物。
医学上常以其葡甲胺盐的形式，即钆特酸葡胺（USAN：Gadoterate meglumine）进行注射给药。

## 历史

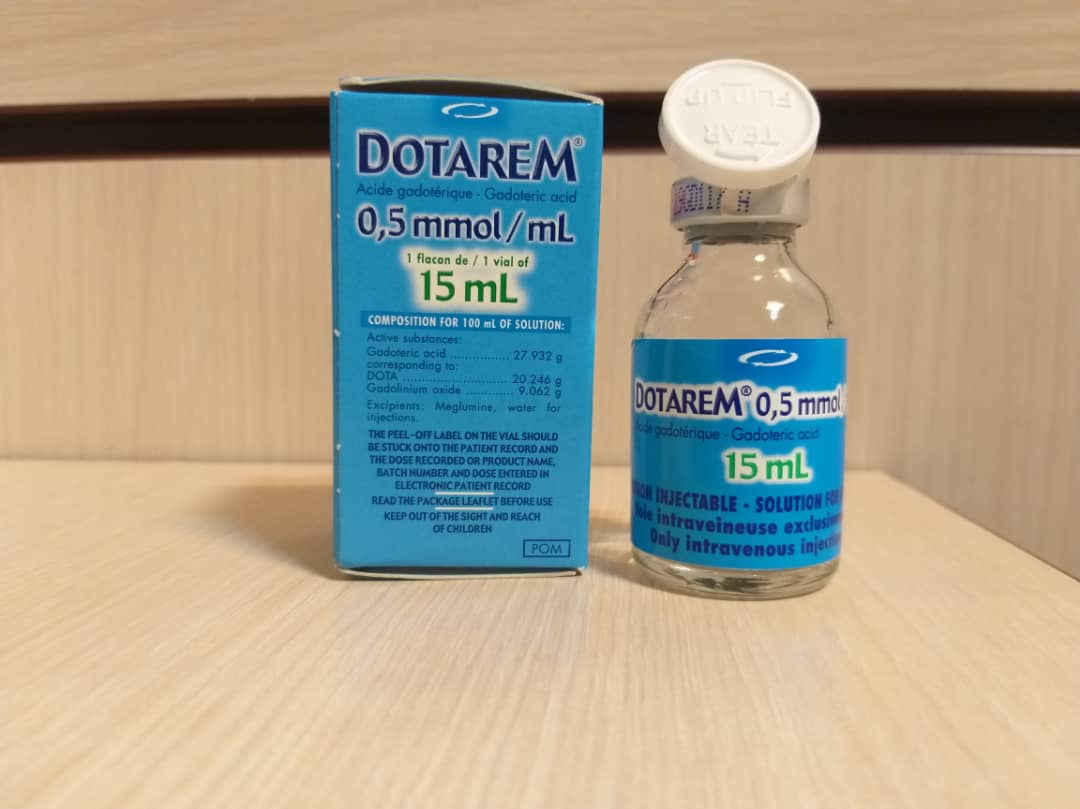
Dotarem注射液

钆特酸由法国加柏公司(Guerbet)研制开发，以商品名Dotarem(多它灵)于1989年获准在法国上市，2013年3月20日通过美国FDA批准用于MRI造影。
同时也是继1982年第一个MRI造影剂马根维显（钆喷酸，Gd-DPTA）问世后的第二个MRI造影剂。

## 医学用途
钆特酸中心离子Gd3+具有强顺磁性，可缩短磁共振（MRI）中T1弛豫时间，形成像衬度，为阳性造影剂。但高浓度下T2弛豫时间缩短占优为阴性造影剂，高浓度常用于动脉期血管造影。
其被批准用于2岁以上患者的全身MRI检查，可用于大脑、脊髓以及血管检查。其本身无法透过血脑屏障，但大脑血管发生病变部分则可透过血脑屏障，因此可识别脑部肿瘤。其以钆特酸葡胺注射液形式进行静脉注射，药物可在身体中存在数年。 

## 药理学
钆特酸和第一代MRI造影剂马根维显理化性能和临床应用相似。经静脉注射后，钆特酸先经血管扩散，然后迅速扩散细胞外空间。钆特酸通过肾脏以原体药物排泄，少部分分泌到肠胃道经粪便排出。钆特酸非选择性地分布在所有脑外组织的细胞外空间中，无器官特异性。钆特酸蛋白质结合力非常低因此通过肾脏相对较快地排泄。

## 风险
钆特酸作为含钆制剂，体外研究表明其具有的神经毒性，但相比于线性钆螯合物，作为大环螯合物的钆特酸相比风险更低。在标准用量下，在大脑可检测到药物残留。
同时具有肾源性系统纤维化(Nephrogenic systemic fibros,NSF)风险，但目前未有相关案例报道，因此不适用于肾功能受损患者。

## 合成

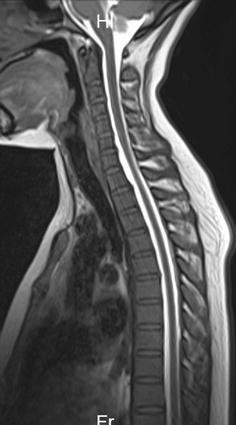
钆特酸的葡甲胺盐(钆特酸葡胺)进行脊髓MRI造影

由DOTA与氢氧化钆先在80摄氏度螯合12小时，再用氨水室温下碱化使pH=11即得到钆特酸Gd-DOTA。
+ Gd(OH)3 →+3H2O
钆特酸进一步与葡萄糖和甲胺还原胺化得到的葡甲胺1：1混合成盐，即可得到钆特酸葡胺。
（葡萄糖）+{\displaystyle \xrightarrow {\mathrm {H_{2},Ru} } }（葡甲胺）
：+→·  （钆特酸葡胺）